# (37467) 6753 P-L
6753 P-L (asteroide 37467) é um asteroide da cintura principal. Possui uma excentricidade de 0.03840700 e uma inclinação de 3.07815º.
Este asteroide foi descoberto no dia 24 de setembro de 1960 por Cornelis Johannes van Houten e Ingrid van Houten-Groeneveld e Tom Gehrels em Palomar.